# Euryglossina cardaleae
Euryglossina cardaleae är en biart som först beskrevs av Exley 1968.  Euryglossina cardaleae ingår i släktet Euryglossina och familjen korttungebin. Inga underarter finns listade i Catalogue of Life.

## Bildgalleri

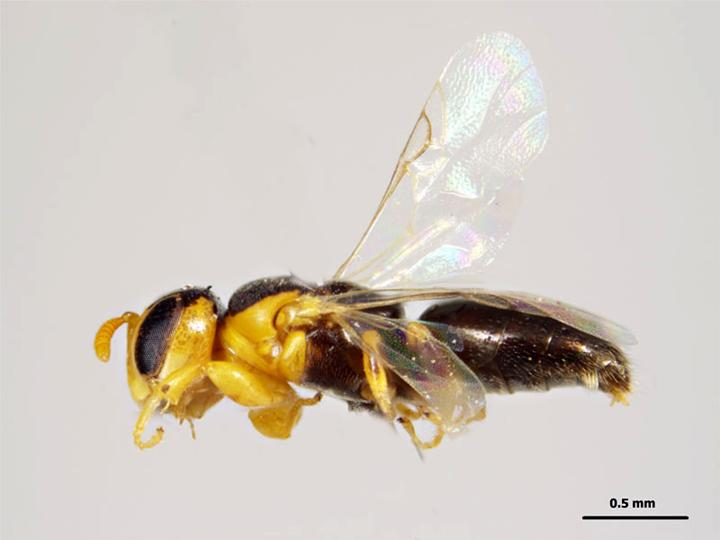